# Madeleine-Sibylle de Saxe-Weissenfels (1673-1726)
Pour les articles homonymes, voir Madeleine-Sibylle de Saxe-Weissenfels.
Madeleine-Sibylle de Saxe-Weissenfels, née le 3 septembre 1673 à Halle et décédée le 28 novembre 1726 à Eisenach, est une aristocrate allemande.
Fille de Jean-Adolphe Ier de Saxe-Weissenfels et de Jeanne-Madeleine de Saxe-Altenbourg (fille de Frédéric-Guillaume II de Saxe-Altenbourg et de sa deuxième épouse Madeleine-Sibylle de Saxe), elle est prénommée en l'honneur de son arrière-grand-mère paternelle, Madeleine-Sibylle de Prusse et de sa grand-mère maternelle.

## Biographie
Elle épouse, à Weißenfels le 28 juillet 1708, Jean-Guillaume de Saxe-Eisenach dont elle est la troisième épouse. Ils ont trois enfants, dont un seul arrive à l'âge adulte :
1. Jeanne Madeleine Sophie (Eisenach, 19 août 1710 - Eisenach, 26 février 1711).
2. Christiane-Wilhelmine de Saxe-Eisenach (Altenkirchen, 3 septembre 1711 - Idstein, 27 novembre 1740), mariée le 26 novembre 1734 à Charles de Nassau-Usingen.
3. Jean-Guillaume (Marksuhl, 28 janvier 1713 - Eisenach, 8 mai 1713).